# Swingin' Sounds
Swingin' Sounds è un album discografico raccolta di Osie Johnson, pubblicato dall'etichetta discografica Jazztone Records nel 1956.
Raccoglie i dodici brani contenuti nei due album precedenti.

## Tracce
Lato A
1. The Desert Song – 2:24 (Otto Harbach, Oscar Hammerstein II, Sigmund Romberg)
2. Cokernut Tree – 4:53 (Osie Johnson)
3. Jumpin' at the Waterhole – 3:56 (Osie Johnson)
4. Blues for the Camels – 3:46 (Dick Katz)
5. Osie's Oasis – 4:33 (Osie Johnson)
6. Midnight Mirage – 2:53 (Osie Johnson)

Lato B
1. Cat Walk – 6:13 (Osie Johnson)
2. I Don't Want to Cry Anymore – 2:35 (Victor Schertzinger)
3. Don't Bug Me, Hug Me – 3:57 (Osie Johnson)
4. Johnson's Whacks – 3:51 (Leonard Feather)
5. Flute to Boot – 3:34 (Leonard Feather)
6. Osmosis – 3:36 (Osie Johnson)

## Musicisti
The Desert Song / Cokernut Tree / Osie's Oasis / Midnight Mirage

Osie Johnson Octet
- Osie Johnson - batteria
- Thad Jones - tromba
- Bill Scott (Chiefy Salaam?) - tromba
- Henry Coker - trombone
- Ernie Wilkins - sassofono alto
- Frank Wess - sassofono tenore, flauto
- Charlie Fowlkes - sassofono baritono
- Wendell Marshall - contrabbasso

Jumpin' at the Water Hole

Osie Johnson Sextet
- Osie Johnson - batteria
- Thad Jones - tromba
- Bill Hughes - trombone
- Frank Wess - sassofono tenore, flauto
- Dick Katz - pianoforte
- Milt Hinton - contrabbasso

Blues for the Camels

Osie Johnson Quintet
- Osie Johnson - batteria
- Benny Powell - trombone
- Frank Wess - sassofono tenore, flauto
- Dick Katz - pianoforte
- Eddie Jones - contrabbasso

Cat Walk / I Don't Want to Cry Anymore / Don't Bug Me, Hug Me
- Osie Johnson - batteria
- Osie Johnson - voce (solo nel brano: Don't Bug Me, Hug Me)
- Thad Jones - tromba
- Bill Hughes - trombone (eccetto nel brano: I Don't Want to Cry Anymore)
- Henry Coker - trombone (solo nel brano: I Don't Want to Cry Anymore)
- Frank Wess - sassofono tenore, flauto
- Dick Katz - pianoforte
- Milton Hinton - contrabbasso

Johnson's Whacks / Flute to Boot / Osmosis
- Osie Johnson - batteria
- Frank Wess - sassofono tenore, flauto
- Benny Powell - trombone
- Dick Katz - pianoforte
- Eddie Jones - contrabbasso